# Trotzbach / Gut Alpe

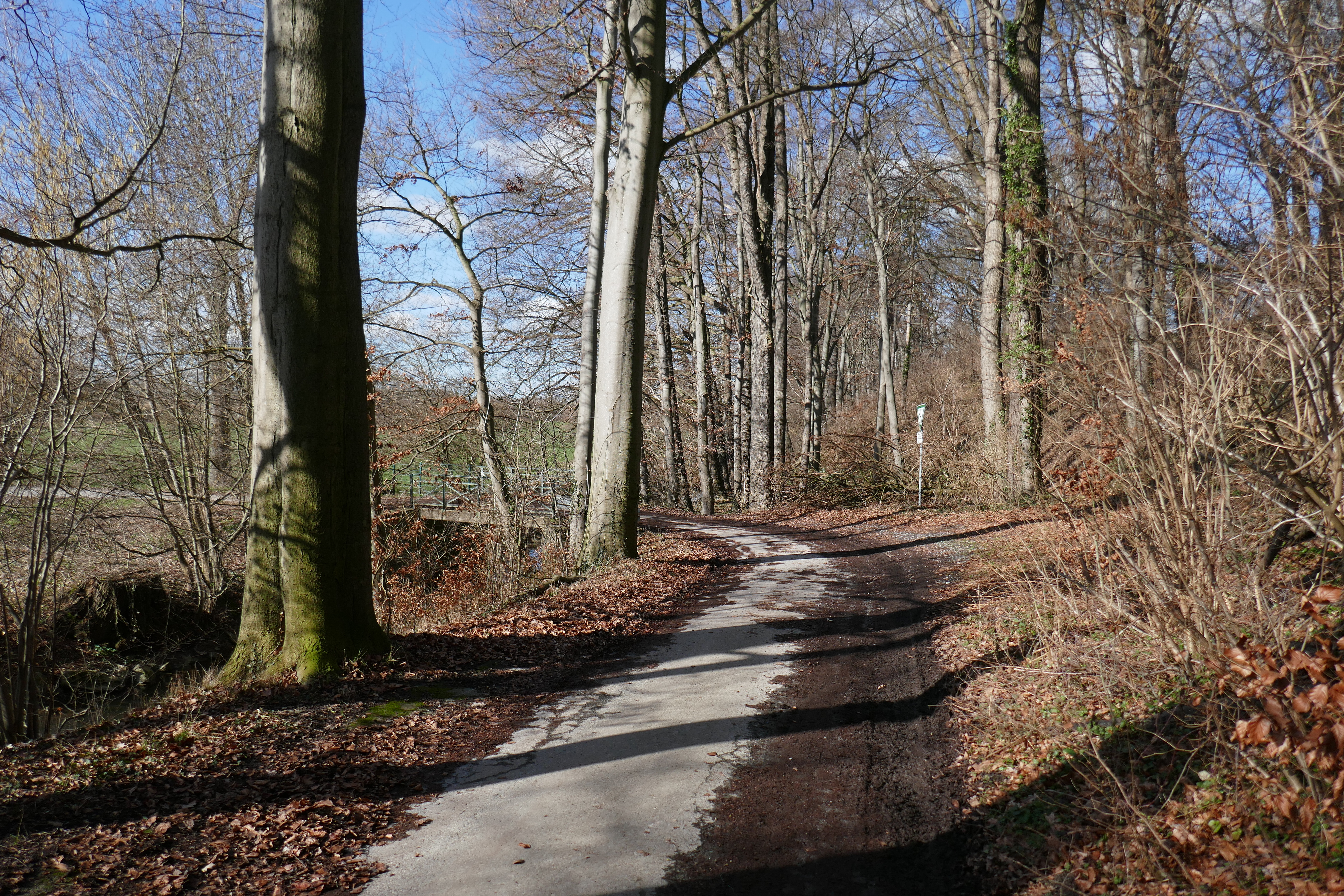
Naturschutzgebiet „Trotzbach / Gut Alpe“

Koordinaten: 51° 38′ 52″ N, 8° 14′ 18″ O
Das 6,5 ha große Naturschutzgebiet (NSG) Trotzbach / Gut Alpe liegt im Ortsteil Benninghausen in der Gemeinde Lippstadt im Kreis Soest in Nordrhein-Westfalen.

## Gebietsbeschreibung
Das NSG mit der Kennung SO-085 umfasst den Bachlauf des Trotzbachs, eines linken Zuflusses der Lippe. Das Gebiet erstreckt sich östlich von Gut Alpe von der Gemeindegrenze zu Erwitte (Ortsteil Böckum) im Süden bis zum NSG Lippeaue im Norden. Das Gebiet liegt zwischen den Siedlungskernen von Eickelborn und Benninghausen und berührt im Unterlauf des Baches das Gelände des Westfälischen Pflege und Förderzentrums. Das NSG wird durch die L636 zerschnitten, im südlichen Bereich quert zudem die Erschließungsstraße „Alpmeweg“.
Entlang des Bachtals wächst ein Bärlauch-Buchenwald.